# Bilecik
Bilecik là một thành phố tỉnh lỵ (merkez ilçesi) thuộc tỉnh Bilecik, Thổ Nhĩ Kỳ. Thành phố có diện tích 840 km² và dân số thời điểm năm 2007 là 63075 người, mật độ 75 người/km².

## Khí hậu
| Dữ liệu khí hậu của Bilecik                  | Dữ liệu khí hậu của Bilecik | Dữ liệu khí hậu của Bilecik | Dữ liệu khí hậu của Bilecik | Dữ liệu khí hậu của Bilecik | Dữ liệu khí hậu của Bilecik | Dữ liệu khí hậu của Bilecik | Dữ liệu khí hậu của Bilecik | Dữ liệu khí hậu của Bilecik | Dữ liệu khí hậu của Bilecik | Dữ liệu khí hậu của Bilecik | Dữ liệu khí hậu của Bilecik | Dữ liệu khí hậu của Bilecik | Dữ liệu khí hậu của Bilecik |
| Tháng                                        | 1                           | 2                           | 3                           | 4                           | 5                           | 6                           | 7                           | 8                           | 9                           | 10                          | 11                          | 12                          | Năm                         |
| -------------------------------------------- | --------------------------- | --------------------------- | --------------------------- | --------------------------- | --------------------------- | --------------------------- | --------------------------- | --------------------------- | --------------------------- | --------------------------- | --------------------------- | --------------------------- | --------------------------- |
| Cao kỉ lục °C (°F)                           | 22.0 (71.6)                 | 24.6 (76.3)                 | 30.2 (86.4)                 | 33.3 (91.9)                 | 36.6 (97.9)                 | 38.2 (100.8)                | 41.0 (105.8)                | 40.6 (105.1)                | 38.4 (101.1)                | 34.3 (93.7)                 | 27.4 (81.3)                 | 25.0 (77.0)                 | 41.0 (105.8)                |
| Trung bình ngày tối đa °C (°F)               | 6.3 (43.3)                  | 8.5 (47.3)                  | 12.4 (54.3)                 | 17.5 (63.5)                 | 22.7 (72.9)                 | 26.8 (80.2)                 | 29.6 (85.3)                 | 30.0 (86.0)                 | 25.9 (78.6)                 | 20.2 (68.4)                 | 13.7 (56.7)                 | 7.9 (46.2)                  | 18.5 (65.3)                 |
| Trung bình ngày °C (°F)                      | 2.7 (36.9)                  | 4.1 (39.4)                  | 7.2 (45.0)                  | 11.6 (52.9)                 | 16.5 (61.7)                 | 20.4 (68.7)                 | 22.9 (73.2)                 | 23.0 (73.4)                 | 19.1 (66.4)                 | 14.4 (57.9)                 | 8.9 (48.0)                  | 4.5 (40.1)                  | 12.9 (55.2)                 |
| Tối thiểu trung bình ngày °C (°F)            | 0.0 (32.0)                  | 0.8 (33.4)                  | 3.2 (37.8)                  | 6.9 (44.4)                  | 11.3 (52.3)                 | 14.8 (58.6)                 | 17.0 (62.6)                 | 17.4 (63.3)                 | 13.9 (57.0)                 | 10.2 (50.4)                 | 5.5 (41.9)                  | 1.9 (35.4)                  | 8.6 (47.5)                  |
| Thấp kỉ lục °C (°F)                          | −16.0 (3.2)                 | −14.3 (6.3)                 | −11.6 (11.1)                | −6.0 (21.2)                 | 1.0 (33.8)                  | 6.0 (42.8)                  | 7.7 (45.9)                  | 8.2 (46.8)                  | 3.2 (37.8)                  | −0.8 (30.6)                 | −9.2 (15.4)                 | −14.5 (5.9)                 | −16.0 (3.2)                 |
| Lượng Giáng thủy trung bình mm (inches)      | 48.0 (1.89)                 | 44.4 (1.75)                 | 48.7 (1.92)                 | 48.6 (1.91)                 | 43.9 (1.73)                 | 50.6 (1.99)                 | 16.4 (0.65)                 | 11.2 (0.44)                 | 27.0 (1.06)                 | 50.1 (1.97)                 | 37.1 (1.46)                 | 56.1 (2.21)                 | 482.1 (18.98)               |
| Số ngày giáng thủy trung bình                | 12.37                       | 11.73                       | 12.03                       | 10.93                       | 10.63                       | 8.73                        | 3.97                        | 4.07                        | 5.87                        | 9.07                        | 9.60                        | 12.50                       | 111.5                       |
| Số giờ nắng trung bình tháng                 | 96.1                        | 107.4                       | 148.8                       | 192.0                       | 248.0                       | 288.0                       | 328.6                       | 310.0                       | 243.0                       | 170.5                       | 126.0                       | 86.8                        | 2.345,2                     |
| Số giờ nắng trung bình ngày                  | 3.1                         | 3.8                         | 4.8                         | 6.4                         | 8.0                         | 9.6                         | 10.6                        | 10.0                        | 8.1                         | 5.5                         | 4.2                         | 2.8                         | 6.4                         |
| Nguồn: Cơ quan Khí tượng Nhà nước Thổ Nhĩ Kỳ |                             |                             |                             |                             |                             |                             |                             |                             |                             |                             |                             |                             |                             |